# Christian Delage (rugby à XV, 1954)
Pour les articles homonymes, voir Christian Delage.
Pas d'image ? Cliquez ici

a Compétitions nationales et continentales officielles uniquement.

b Matchs officiels uniquement.
Christian Delage dit coco Delage, né le 16 janvier 1954 à Brive-la-Gaillarde, est un joueur de rugby à XV, qui a joué avec l'équipe de France.

## Biographie
Fils de Francis Delage et neveu de Christian Delage tous deux ancien joueurs de rugby à XV du CA Brive dans les années 1950, il voit le jour dans cette ville. Paradoxalement, il commence le rugby à XV au Stade langonnais qu'il quitte en 1975, pour faire son service militaire au 126e régiment d'infanterie de ligne de Brive. Il signe alors comme son père et son oncle une licence au CA Brive qu'il quitte en 1979 après avoir disputé 55 matchs de championnat et occupé principalement les postes de demi d'ouverture et d'arrière. Lors de la saison 1979-1980 il rejoint le SU Agen avec lequel il est champion de France en 1982, vainqueur du challenge Yves du Manoir en 1983 et finaliste du championnat en 1984 et 1986 et finaliste du challenge Yves du Manoir en 1987.
Il est sélectionné 2 fois lors du Tournoi des Cinq Nations 1983 contre l''Écosse et l'Irlande. Le 11 novembre 1986, il est sélectionné avec les Barbarians français contre la Nouvelle-Zélande à La Rochelle. Les Baa-Baas s'inclinent 12 à 26.
Lors de la saison 1987-1988, il rejoint les rangs du CA Bègles.
Le 1er novembre 1988, il est de nouveau sélectionné avec les Barbarians français pour jouer les Māori de Nouvelle-Zélande à Bordeaux. Les Baa-Baas s'inclinent 14 à 31.
Il est finaliste du Challenge Yves du Manoir en 1991 et décroche un nouveau titre de champion de France la même année. Il termine sa carrière avec le club voisin du SBUC. À sa retraite sportive, il se consacre à son métier de professeur de sport au lycée professionnel sud gironde à Langon.

## Palmarès

### En club
Avec le SU Agen
- Championnat de France de première division :
  - Champion (1) : 1982
  - Vice-champion (2) : 1984 et 1986
- Challenge Yves du Manoir :
  - Vainqueur (1) : 1983
  - Finaliste (1) : 1987

Avec le CA Bègles
- Championnat de France de première division :
  - Champion (1) : 1991
- Challenge Yves du Manoir :
  - Finaliste (1) : 1991

### En équipe nationale
- Vainqueur du Tournoi des Cinq Nations en 1983

## Statistiques en équipe nationale
- Sélections en équipe nationale : 2
- Sélections par année : 2 en 1983
- Tournoi des Cinq Nations disputé : 1983